# جنرال كين
جنرال كين (بالإنجليزية: General Caine)‏ هو موسيقي أمريكي، ولد في 29 يونيو 1954، وتوفي في 22 يناير 1992.

## وصلات خارجية
- جنرال كين على موقع ميوزك برينز (الإنجليزية)
- جنرال كين على موقع ميوزك برينز (الإنجليزية)
- جنرال كين على موقع أول ميوزيك (الإنجليزية)
- جنرال كين على موقع ديسكوغز (الإنجليزية)
- جنرال كين على موقع ديسكوغز (الإنجليزية)